# Peter Binsfeld

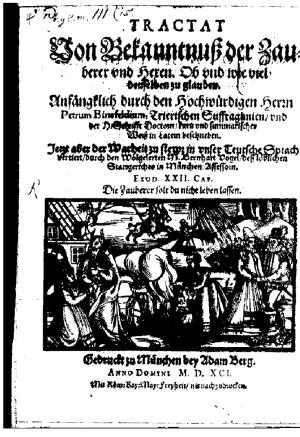
Titulní strana Binsfeldova traktátu o čarodějnictví

Peter Binsfeld (lat. Petrus Binsfeldius) (kol. 1540 Binsfeld – 1598 nebo 1603 Trevír) byl německý biskup a teolog.

## Život
Peter byl synem rolníka a řemeslníka. Narodil se ve vesnici Binsfeld ve venkovské oblasti Eifel (v současné německé spolkové zemi Porýní-Falc). Vyrůstal v převážně katolickém prostředí. V jeho dětství si ho jako velmi nadaného chlapce všiml místní opat a poslal jej do Říma na studia.
Po ukončení studií se Binsfeld vrátil do svého rodného kraje a stal se významnou osobností v protireformačním hnutí na konci 16. století. Byl zvolen pomocným biskupem v Trevíru a stal se známým spisovatelem teologických děl. Dosáhl proslulosti jako jeden z nejvýznamnějších lovců čarodějnic své doby. Binsfeld napsal vlivné pojednání De confessionibus maleficorum et sagarum („O doznání černokněžníků a čarodějnic“), které bylo přeloženo do několika jazyků (Trevír, 1589). Tato práce rozebírala doznání údajných čarodějnic, a tvrdila, že i kdyby taková doznání byla způsobena mučením, jsou přesto věrohodná. Tak jsou potvrzena udání. Domníval se, že dívky do dvanácti let věku a chlapci mladší čtrnácti let nemohou být uznáni vinnými z praktikování čarodějnictví, ale i v případě jejich předčasného vývoje by zákon neměl být zcela striktní.[zdroj?] Tento názor lze považovat za umírněný, přičemž je třeba vzít v úvahu, že některé soudy odsuzovaly děti již od dvou do pět let věku k upálení. Na rozdíl od jiných dobových autorů, Binsfeld pochyboval o schopnosti proměňovat se a platnosti ďábelského znamení.
V roce 1589 Binsfield publikoval důležitý seznam démonů a k nim přidružených hříchů, včetně démonů spojených s sedmi smrtelnými hříchy: Lucifer (pýcha), Mamon (nenasytnost), Asmodeus (chtíč), Leviathan (závist), Belzebub (obžerství), Satan (hněv) a Belphegor (lenost).
Zemřel v Trevíru jako oběť dýmějového moru.